# ولادیمیر گودف
ولادیمیر ویکتورویچ گودف (روسی: Владимир Викторович Гудев; ۱۷ سپتامبر ۱۹۴۰ – ۶ ژانویه ۲۰۲۲)، دیپلمات روس که از سال ۱۹۸۷ تا ۱۹۹۳ میلادی به عنوان سفیر اتحاد جماهیر شوروی و سپس روسیه در ایران خدمت کرد. او بین سال‌های ۱۹۹۵ تا ۲۰۰۰  سفیر روسیه در مصر و از سال ۲۰۰۰ تا ۲۰۰۲ سفیر روسیه در گرجستان بود. وی در ۶ ژانویه ۲۰۲۲ در سن ۸۱ سالگی درگذشت.